# ヘルマン・フェルチュ

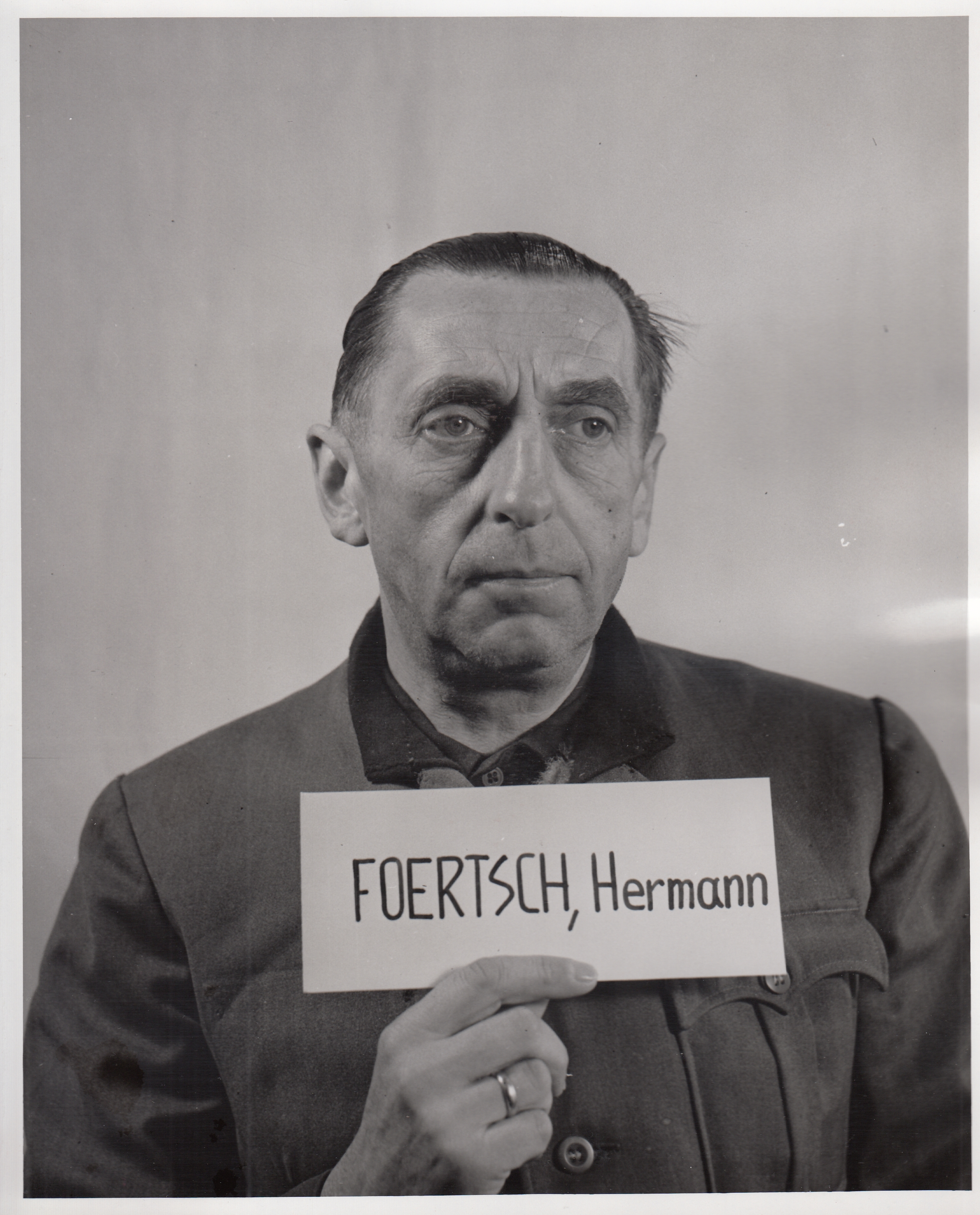
捕虜裁判でのフェルチュ

ヘルマン・フェルチュ（独: Hermann Foertsch, 1895年4月4日–1961年12月27日）は、ドイツの軍人。最終階級はドイツ国防軍陸軍歩兵大将。戦後は捕虜裁判の被告となったが、無罪となり、釈放後は西ドイツの再軍備についての会議、ヒンメロート委員会の一員となり、ヒンメロート覚書を策定するなど連邦軍創立において重要な役目を果たした。
弟はドイツ国防軍陸軍中将、ドイツ連邦軍陸軍大将、第2代連邦軍総監を務めた連邦軍のフリードリヒ・フェルチュ。

## 叙勲
- 1944年8月27日 - 騎士鉄十字章

## 文献
「ヘルマン・フェルチュ-ドイツ国防軍事典」
http://www.lexikon-der-wehrmacht.de/Personenregister/F/FoertschHermann-R.htm